# Boeckella bispinosa
Boeckella bispinosa és una espècie de crustaci copèpode de la família dels centropàgids. És endèmica d'Austràlia, on viu a Austràlia Occidental i Tasmània. Habita les masses d'aigua dolça de poc volum. Apareix com a espècie vulnerable en la Llista Vermella de la UICN.